# Château de Menet
Le château de Menet est situé sur la commune de Montbron, en Charente, à une trentaine de kilomètres à l'est d'Angoulême et cinq kilomètres à l'ouest du département de la Dordogne.

## Historique
Menet est situé le long de la Tardoire sur sa rive droite, au pied et à l'est de la ville de Montbron.
Au XIIIe siècle Menet appartient à la famille de Céris, puis passe par mariage en 1366 à la famille de La Faye. En 1530, Jeanne de La Faye épouse François de Lambertie, et le château appartiendra par la suite à cette dernière famille pendant quatre siècles. En 1780, un acte stipule que « les seigneurs de Menet sont en possession d'un ban dans le chœur de l'église Saint-Maurice de Montbron, un tombeau élevé dans l'église avec ses inscriptions […] côté gauche du chœur de ladite église […] et de tenir leurs armes et litres sur quatre piliers qui soutiennent la voûte et le dôme du clocher ».
À la Révolution, Pierre de Lambertie décède et le domaine est partagé entre ses quatre enfants, dont trois ont émigré. La quatrième, Marguerite, reçoit « la maison de maître appelée Menet » par tirage au sort.
Le château appartiendra encore à la famille de Lambertie jusqu'en 1941, alors acquis par la famille Maccioni.
Le 26 juin 1983, le château (façades, toitures, tours et terrasse) est inscrit monument historique.

## Architecture
Le corps de logis est rectangulaire et possède trois tours rondes coiffées en poivrières, située sur la façade intérieure, côté cour d'honneur. Il possède un étage et il est couvert d'un toit haut. La tour centrale possède un escalier à vis monumental. L'ensemble datant du XVIe siècle a été remanié au XVIIe siècle. Les deux tours d'angles, en briques, sont plus récentes.
Le mur au nord de la tour centrale fait 1,20 m d'épaisseur. Dans l'aile orientale se trouve une chapelle dont la porte s'ouvre sur l'extérieur. Côté sud se trouve une terrasse avec balustrade et double escalier descendant vers la Tardoire. De ce côté toutes les ouvertures de la façade ont été modifiées sous la Restauration lors de la construction de la terrasse. L'intérieur de la cuisine possède encore un sol en caillebottage typiquement charentais.
La cour d'honneur, bordée par des communs, est fermée par une grille encadrée par deux pavillons de garde carrés.
Le château, privé, n'est visitable que lors de certaines Journées du patrimoine.

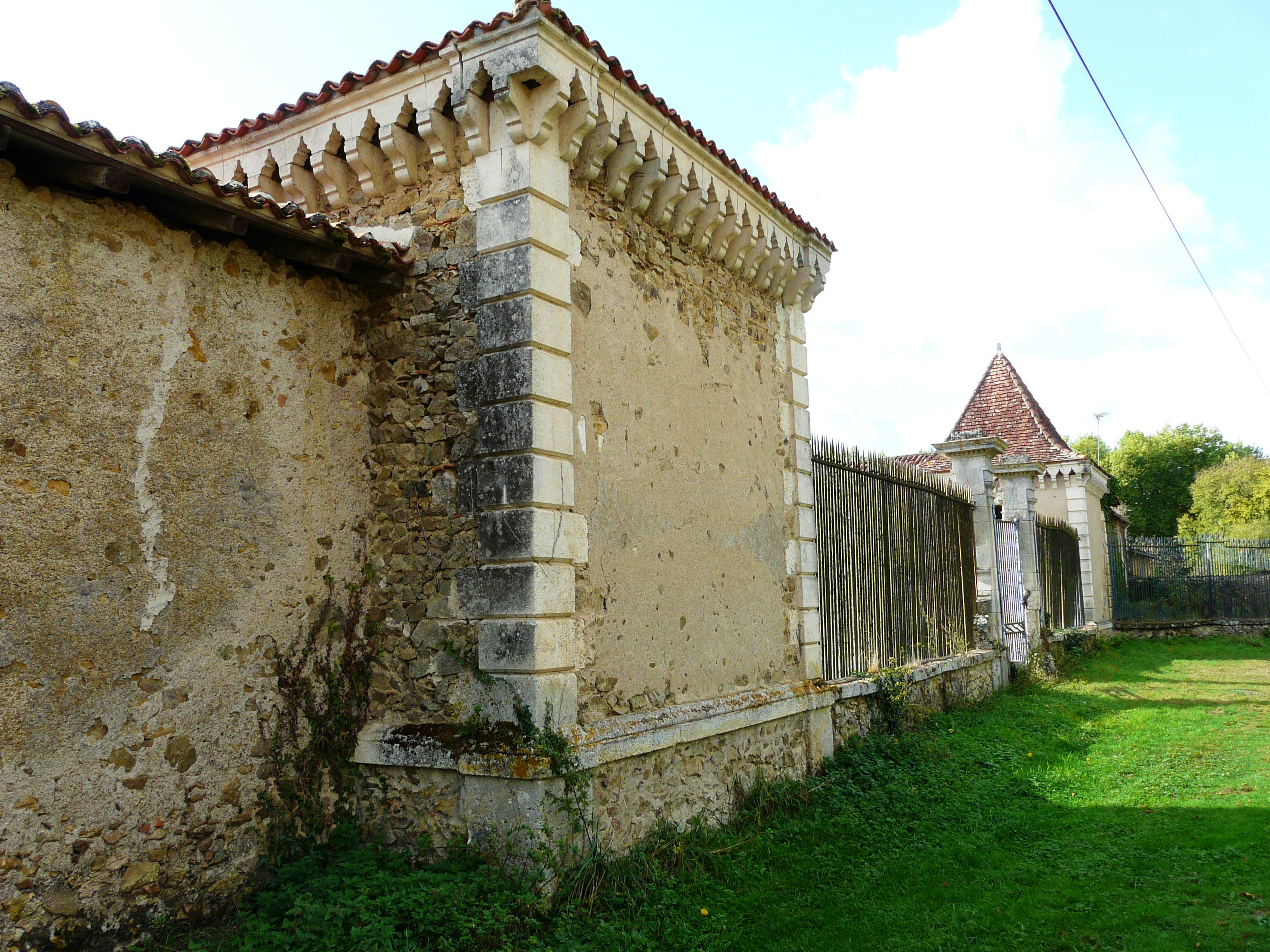
La grille d'entrée et les deux pavillons